# Haus Riehl
Das Haus Riehl ist ein historisches Wohnhaus in der Stadt Potsdam, im Stadtviertel Babelsberg. Es entstand nach Plänen und unter Leitung des Architekten Ludwig Mies van der Rohe als Landhaus und wurde 1909 eingeweiht. Das seit dem 21. Jahrhundert unter Denkmalschutz stehende Gebäude befindet sich in Privatbesitz.

## Lage
Die Bauachse liegt in Nord-Süd-Richtung, allerdings um einige Grad nach Osten gedreht. Die Lage des Hauses passt sich sowohl den bereits angelegten Straßen an den Grundstückgrenzen (damals Bergstraße und Kaiserstraße) als auch dem steil nach Süden zum Ufer des Griebnitzsees abfallenden Hang an. Die (aktuelle) Adresse lautet Spitzweggasse 3, 14482 Potsdam-(Babelsberg).

## Geschichte
Während Mies van der Rohes Studium kam Sofie Riehl, Gattin des gerade nach Berlin berufenen Philosophieprofessors Alois Riehl zu Bruno Paul an die  Kunstgewerbeschule in Berlin, zunächst nur, für einen Entwurf eines Vogelbrunnens. Bald darauf suchte sie einen jungen Studenten für den Bau eines Wohnhauses. Sie lud Interessenten zum Abendessen mit ihrer Familie ein, wobei sich Ludwig Mies trotz fehlender praktischer Erfahrung so angenehm präsentierte, dass ihm der Bauauftrag anvertraut wurde. Das Ehepaar hatte gerade von der Planungsgesellschaft Societät Neubabelsberg ein Grundstück gekauft, auf dem ein Wohnhaus entstehen sollte. Um frische Ideen einbringen zu können, hatte Familie Riehl Mies van der Rohe zuvor eine sechswöchige Studienreise nach Italien (Florenz, Rom, Vicenza) finanziert. Mies van der Rohe plante das Landhaus und leitete seinen Bau. Zwischen 1908 und 1909 erstand sein Erstlingswerk: das nach den Bauherren benannte Haus Riehl in Babelsberg oberhalb des Griebnitzsees.
Das nach den Wünschen der Auftraggeber erstellte Haus, fand bald die Aufmerksamkeit der Fachpresse und sorgte für das schnelle Bekanntwerden des jungen Architekten. Die Gestaltung des umgebenden Gartens stammt von dem Reformgärtner Karl Foerster.
Im Jahr 1922 ging die Immobilie in das Eigentum des Rechtsanwalts Walter Lessing über. Nach dem Ende des Zweiten Weltkriegs überließ die Stadt Potsdam das Gebäude der Hochschule für Film und Fernsehen. Nach der Wende und dem Auszug der Filmhochschule befand sich das Gebäude „in einem desolaten Zustand“.
Das für 1,7 Millionen DM angebotene Haus erwarb 1997 eine Familie aus  Bayern, die das Haus 1998 bis 2001 durch das Team Folkerts Architekten denkmalgerecht instand setzen ließ. Die Innenausstattung war zu 75 Prozent erhalten. Bei Treppenhaus, Heizung, Bädern und Küche erfolgten Ergänzungen nach Fotos und Skizzen und gegebenenfalls Korrekturen. So wurde aus dem Gebäude wieder ein stattliches Wohnhaus.

## Architektur und Beschreibung

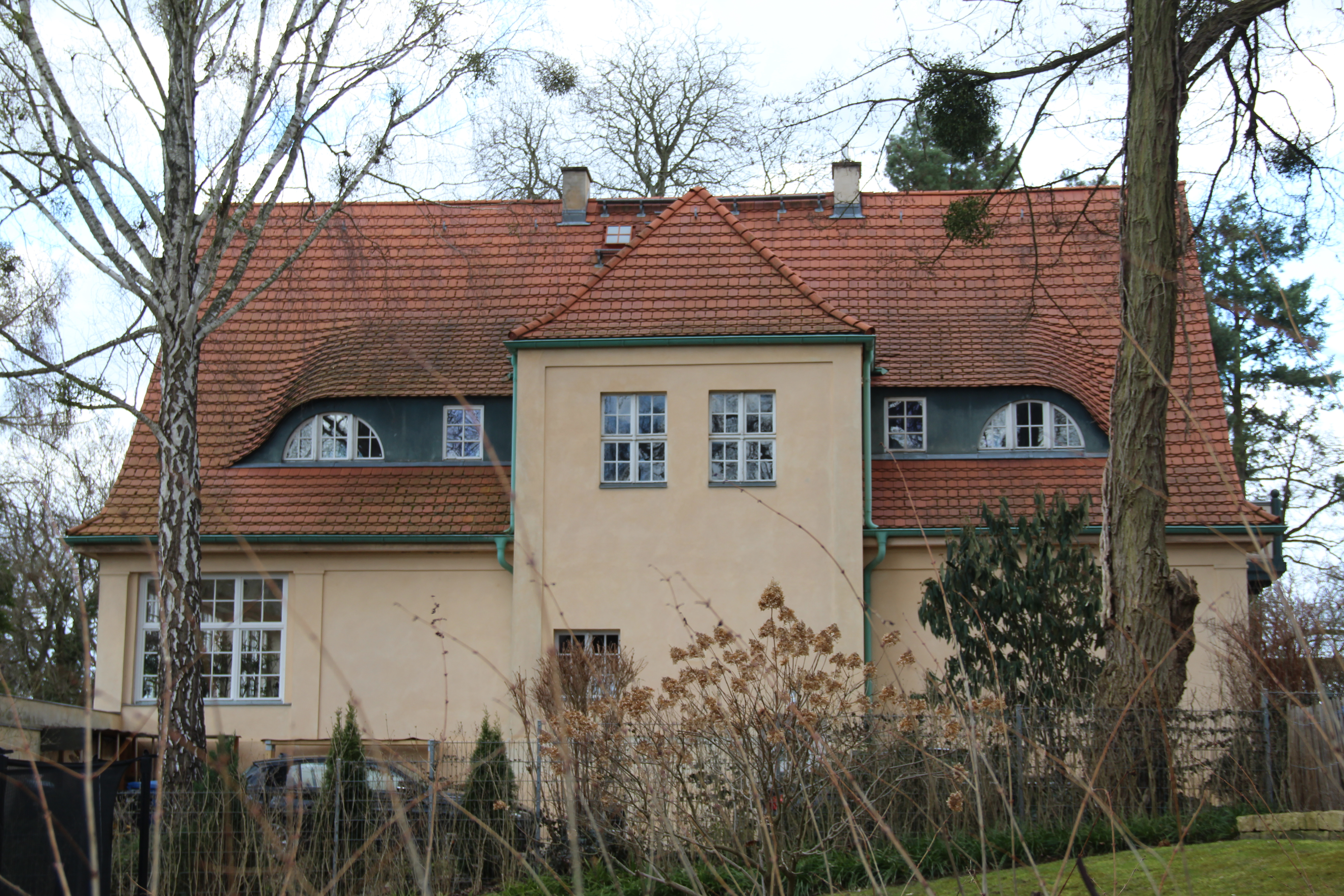
Westseite
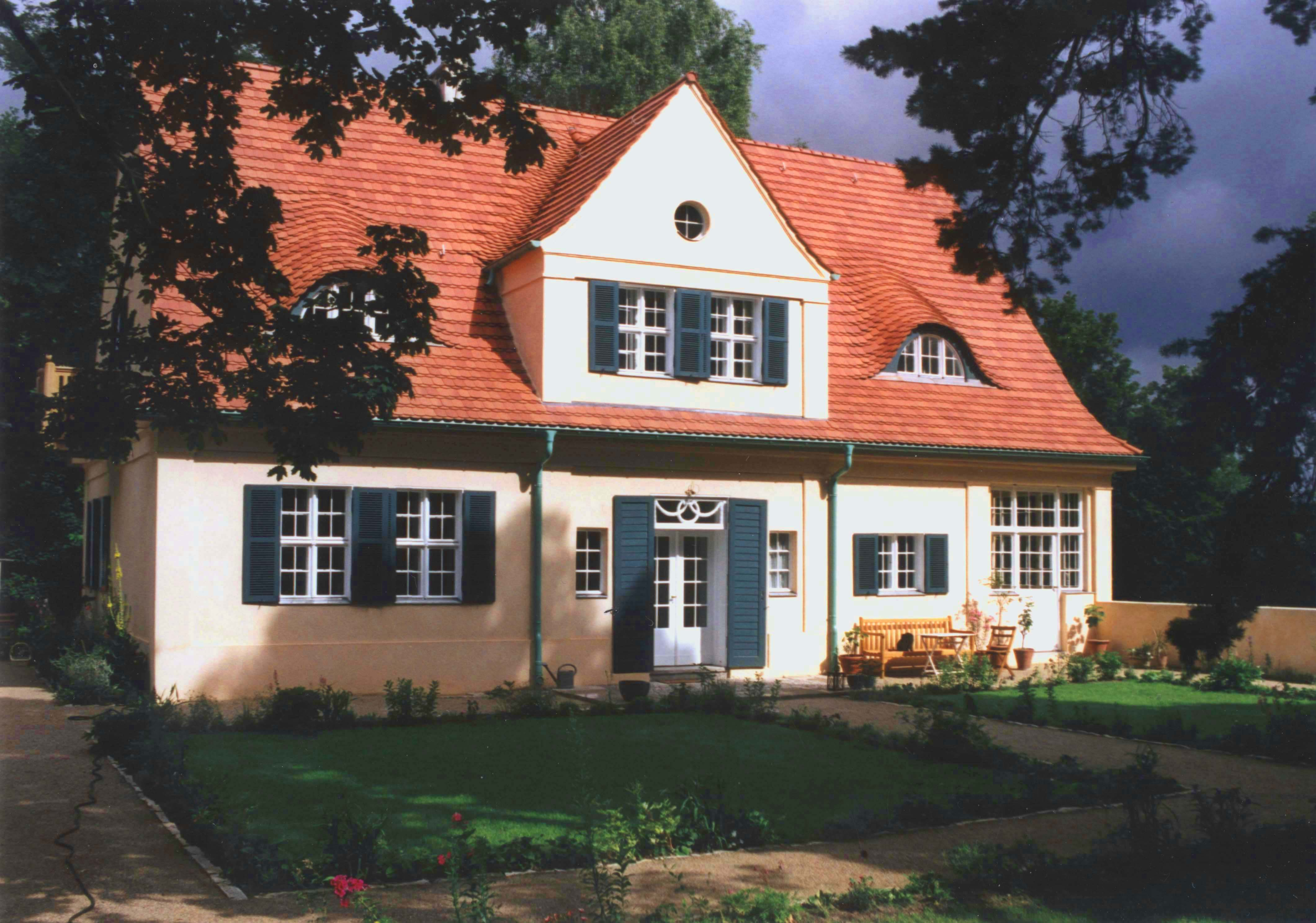
Ostseite
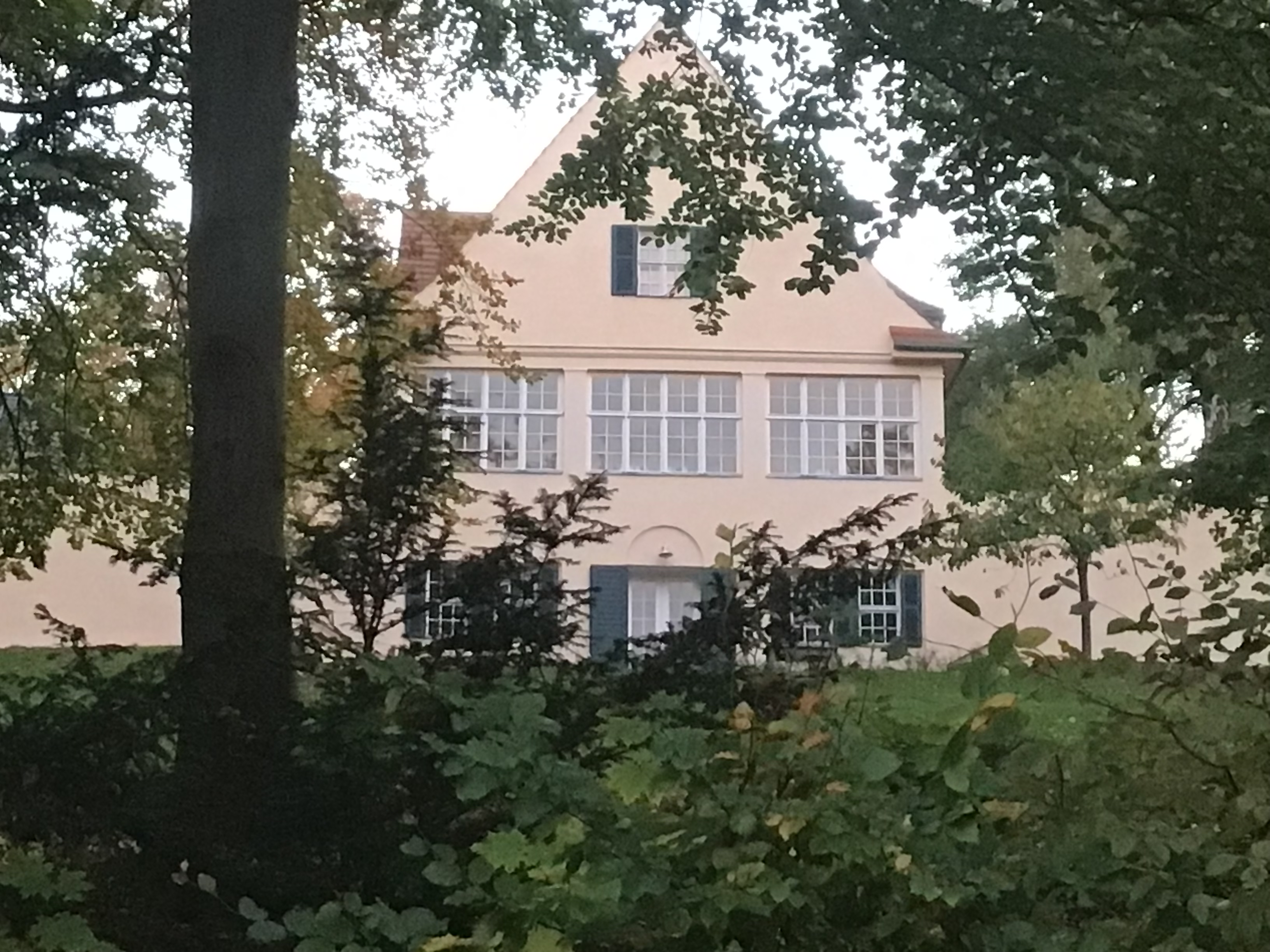
Südseite
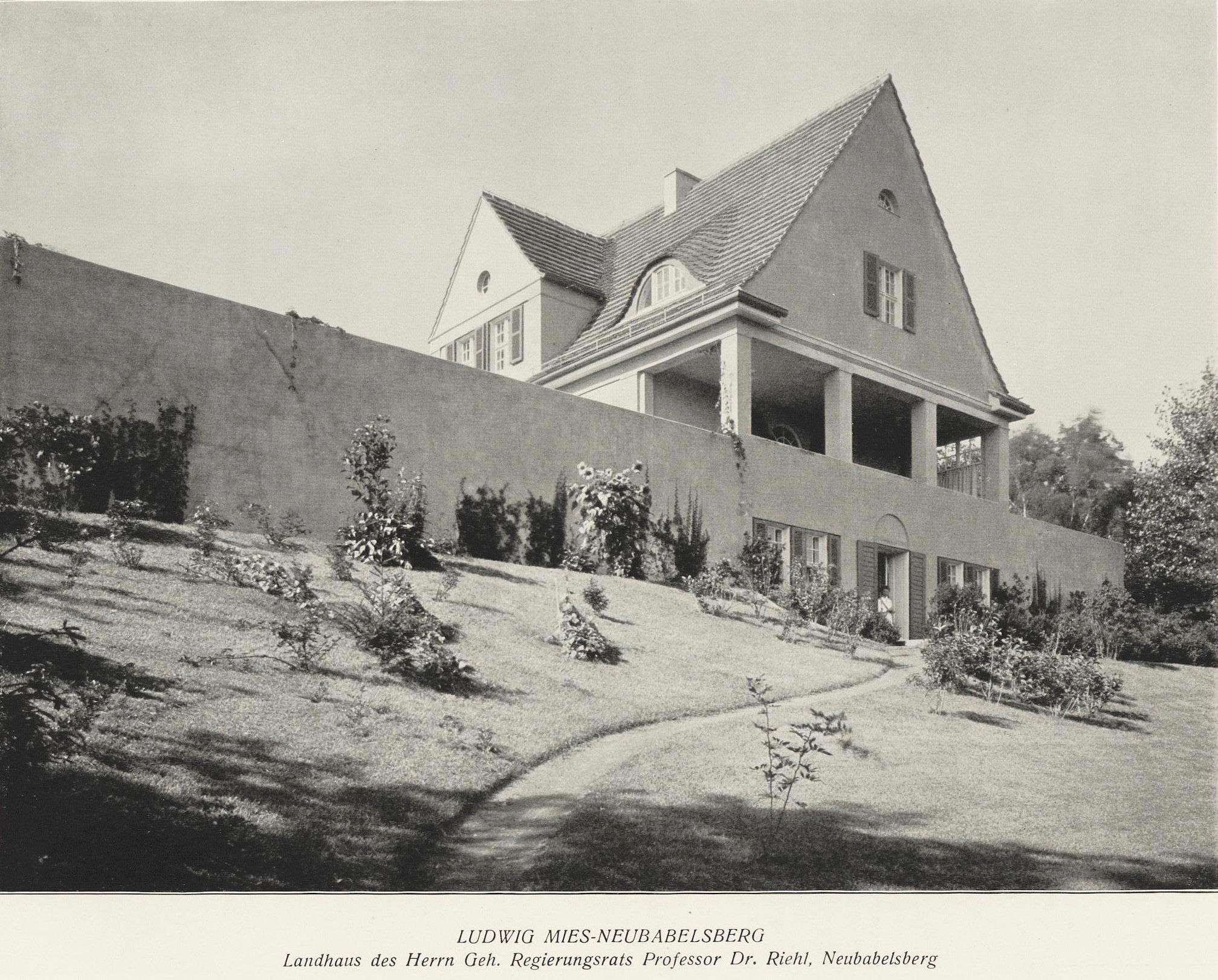
Südseite (historisch), mit Mauer und offener Veranda

Mies von der Rohe beschreibt sein Erstlingswerk rückblickend:
„Es war keine Villa. Es war eigentlich so im märkischen Charakter, wie die märkischen Häuser in Werder, ganz schlichte Dachformen mit Giebel und ein paar Dachhauben, meistens geschweifter Art.“
Durch Erdaufschüttungen erstellte Mies van der Rohe auf dem steil abfallendem Grundstück eine Geländestufe zwischen Straße und Erdgeschoss als Terrassengarten und Haussockel, dessen monumentale Stützmauer quer über den Hang eine klösterliche Intimität schuf, und die Anforderungen der Bauherren nach einem Rückzugsort umsetzte.
Das rund siebzehn Meter lange und etwa elf Meter breite Wohnhaus steht mit seiner nordwestlichen Giebelseite an der Spitzweggasse. Der rechteckige Grundriss ist auf der Westseite durch einen Quervorbau halb-kreuzförmig angelegt.
Das Riehl-Haus verfügt über ein ziegelgedecktes Satteldach mit zwei Dachstuben, die nach Osten und Westen hinausgehen und über die Kombination eines Kastenfensters mit je einer Fledermausgaube beidseitig reichlich Tageslicht hineinlassen. Die Dachstuben selbst sind im Baukörper als querstehendes Bauteil integriert. Mittig im Südgiebel wurde ein schmaler Balkon angeordnet, der von einem der Schlafzimmer aus zugängig war.
Der Hauseingang befindet sich auf der Ostseite und wird von drei Fenstern umgeben. Alle Fenster des Hauses sind mit hölzernen grün gestrichenen Klapp-Fensterläden verschließbar.
In einer Baubeschreibung heißt es zu den Details: „Im Untergeschoss lagen die Wirtschaftsräume, im Erdgeschoss die Wohnräume und im Dachgeschoss die Schlafräume. Die (Eingangs-)Halle bildete das Zentrum des Erdgeschosses und ermöglichte bei Öffnung der zweiflügeligen Tür den Blick ins Freie. Mit einem Rundbogen überhöht und von zwei schlanken Fenstern flankiert, leitete sie in eine halb-offene Loggia über, die mit vier Pfeilern in voller Breite flankiert war.“
Einer der Räume war ein Bibliothekszimmer.
Durch die Terrassenform nahm der gesondert zugängliche Keller zur abfallenden Seeseite hin die Wirtschaftsräume auf. Darüber wurde eine Terrasse (Loggia) in ganzer Hausbreite aufgebaut, die ursprünglich nach drei Seiten hin offen war und über einen gesonderten Eingang von der Gartenseite aus verfügte. Später wurden allseitig große Sprossenfenster eingebaut.
Die nördliche Grundstücksmauer mit einem etwa einen Meter hohen durchgängigen Unterbau und einem Holzlattenzaun zwischen weit auseinanderstehenden Zaunpfosten hatte Mies van der Rohe mit entworfen. Die Mauer ist in ihrer ursprünglichen Form erhalten.
Mies selbst beschreibt die Innenarchitektur wie folgt: „Die Durchbildung der Haupträume vor allem der Halle, ist barockisierend vornehm gehalten, mit schlanken hohen Fenstern bei niedriger Brüstung und hoher Wandverkleidung.“
Im Erdgeschoss befanden sich: die Halle, umgeben von einem Wohnzimmer, einem Herr(e)nzimmer, einem als Anrichte bezeichneten Raum und einer Garderobe. Im ersten Stock lagen vier Schlafzimmer und ein Bad.